# Kanton Claye-Souilly
Kanton Claye-Souilly is een kanton van het Franse departement Seine-et-Marne. Het kanton maakt deel uit van de arrondissementen Meaux en Torcy. Het heeft een oppervlakte van 231,06 km² en telt 54 040 inwoners in 2017, dat is een dichtheid van 234 inwoners/km².

## Gemeenten
Het kanton Claye-Souilly omvatte tot 2014 de volgende 6 gemeenten:
- Annet-sur-Marne
- Claye-Souilly (hoofdplaats)
- Courtry
- Le Pin
- Villeparisis
- Villevaudé

Na de herindeling van de kantons bij decreet van 18 februari 2014, met uitwerking in maart 2015, bestaat het kanton uit volgende 30 gemeenten:
- Annet-sur-Marne
- Barcy
- Chambry
- Charmentray
- Charny
- Claye-Souilly
- Crégy-lès-Meaux
- Cuisy
- Forfry
- Fresnes-sur-Marne
- Gesvres-le-Chapitre
- Gressy
- Isles-lès-Villenoy
- Iverny
- Mareuil-lès-Meaux
- Messy
- Monthyon
- Chauconin-Neufmontiers
- Oissery
- Penchard
- Le Plessis-aux-Bois
- Le Plessis-l'Évêque
- Précy-sur-Marne
- Saint-Mesmes
- Saint-Soupplets
- Trilbardou
- Varreddes
- Vignely
- Villenoy
- Villeroy